# 14888 Kanazawashi
14888 Kanazawashi eller 1991 SN1 är en asteroid i huvudbältet som upptäcktes den 30 september 1991 av de båda japanska astronomerna Kazuro Watanabe och Kin Endate vid Kitami-observatoriet. Den är uppkallad efter den japanska staden Kanazawa.
Asteroiden har en diameter på ungefär 3 kilometer.